# Idicel, Mureș
Idicel este un sat în comuna Brâncovenești din județul Mureș, Transilvania, România.

## Istorie
Este o așezare veche românească, situată pe Valea Idicelului, prima atestare documentară cunoscută datând din anul 1393.

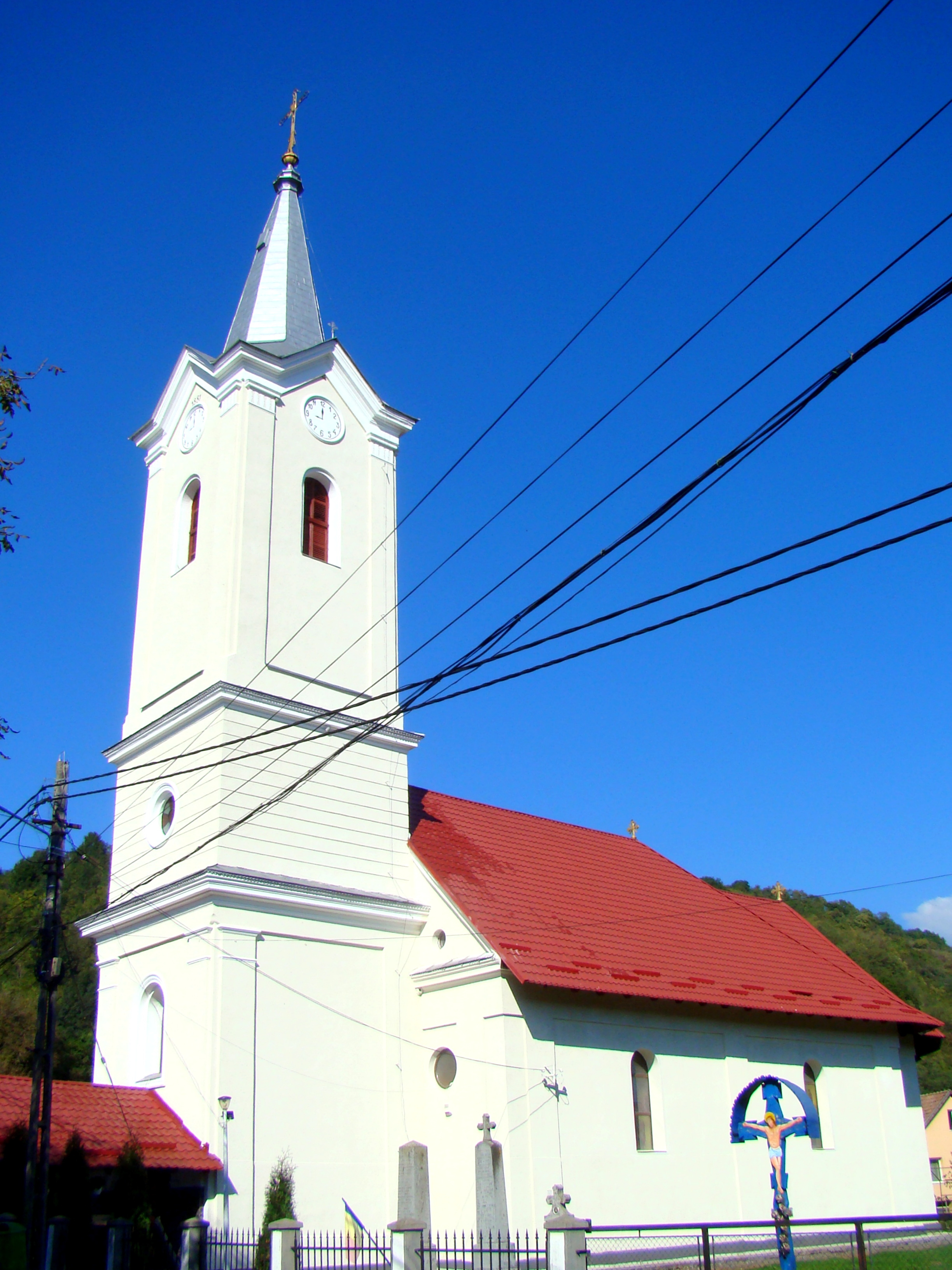
Biserica ortodoxă din Idicel

## Biserica
Biserica parohială, cu hramul „Sfinții Arhangheli Mihail și Gavriil", a fost construită între anii 1800-1850, sub păstorirea preoților Simion Popoviciu și Iosif Brâncoveanu, paroh între anii 1826-1869, care a ocupat și funcția de protopop între anii 1861-1873. A fost construită din piatră și cărămidă, în formă de navă, i s-a adăugat ulterior un turn în formă de prismă, cu baza pătrată, terminat în anul 1881. În turnul bisericii există trei clopote: clopotul mare din 1894, clopotul mijlociu din anul 1922 și clopotul mic din anul 1923.

## Personalități
- Nicolae Sălăgeanu (1907-1988), botanist, membru titular al Academiei Române.
- Lazăr Lădariu. deputat în legislatura 1992-1996

## Imagini

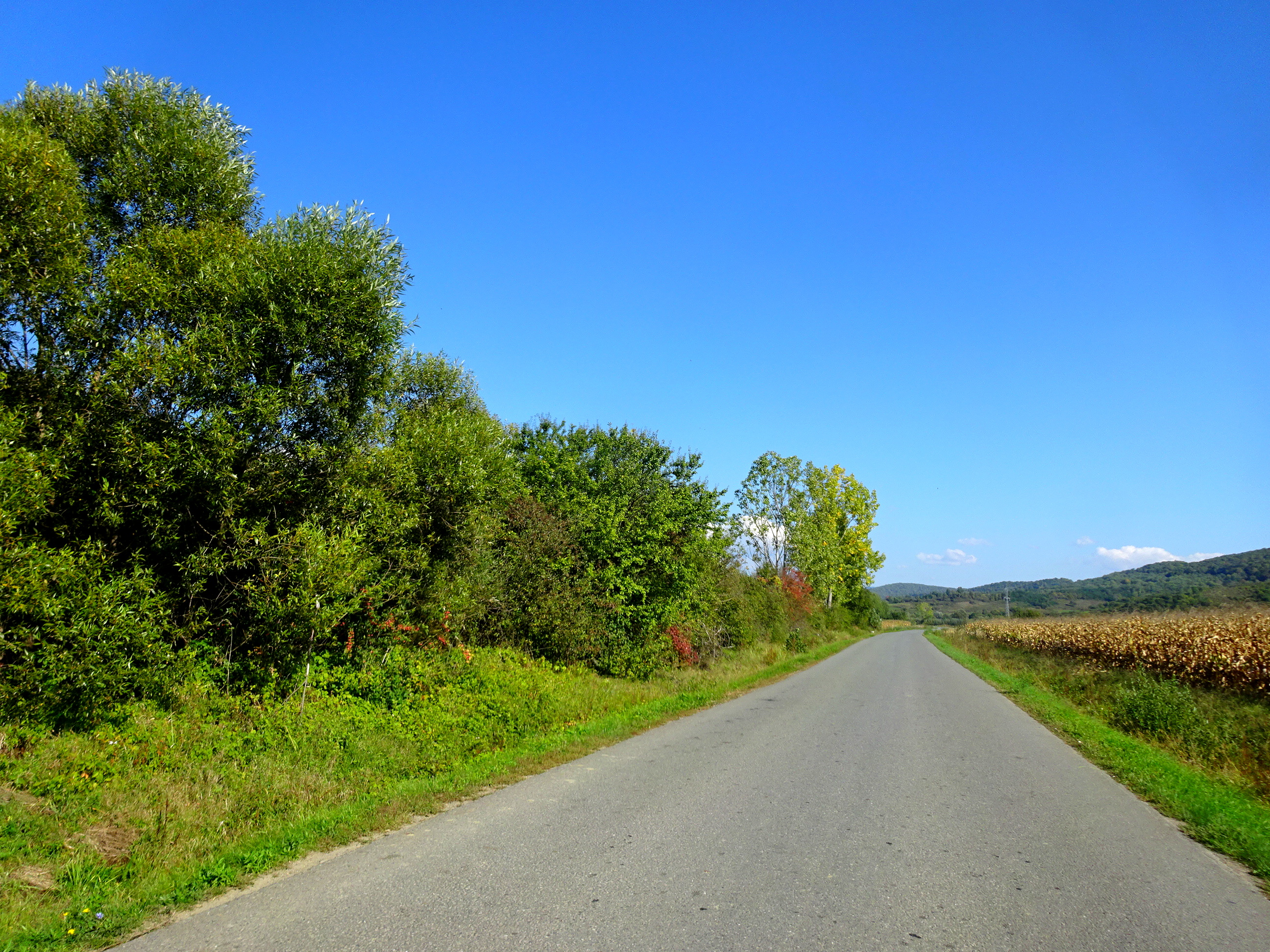
Drumul spre satul Idicel
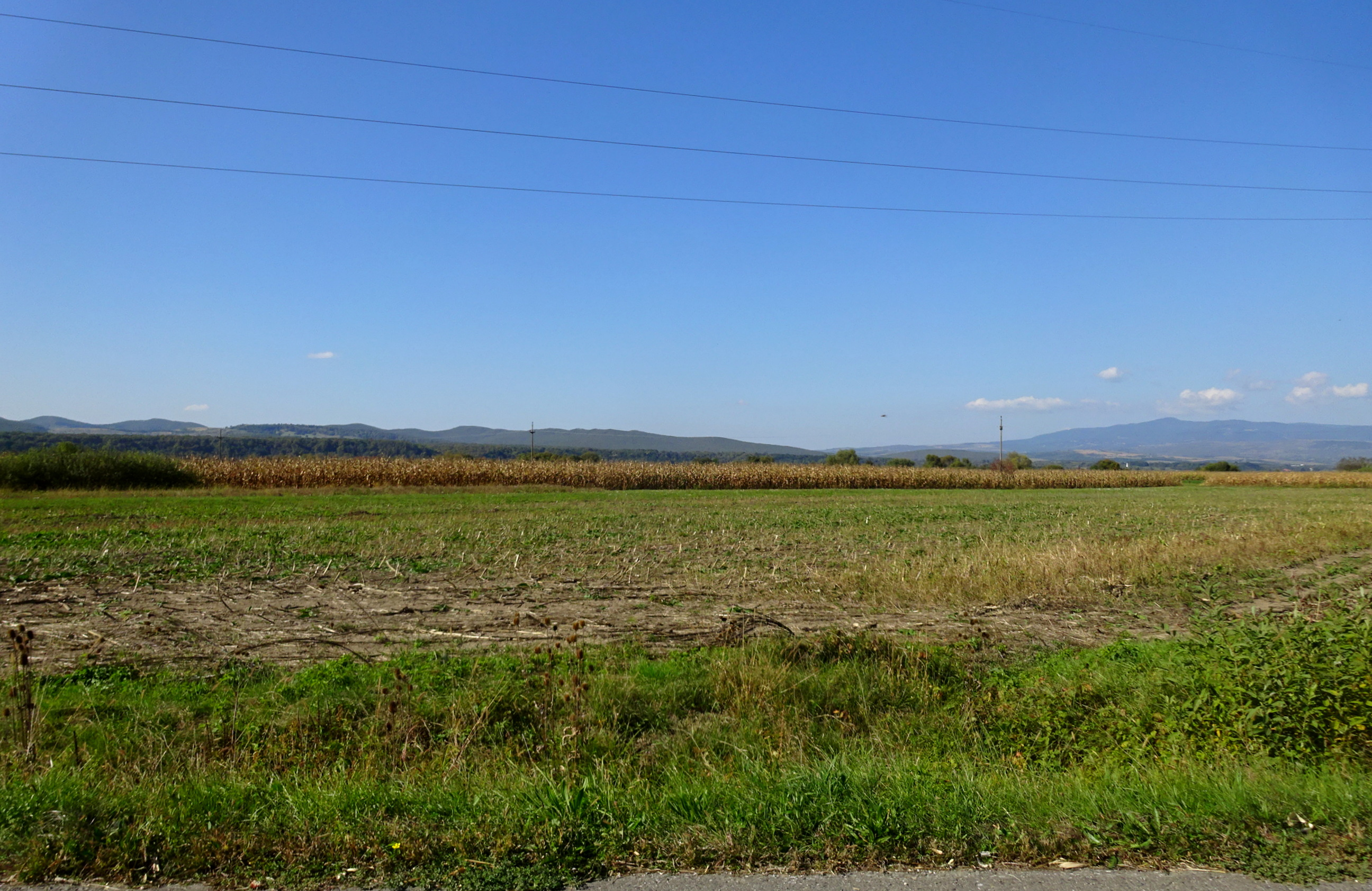
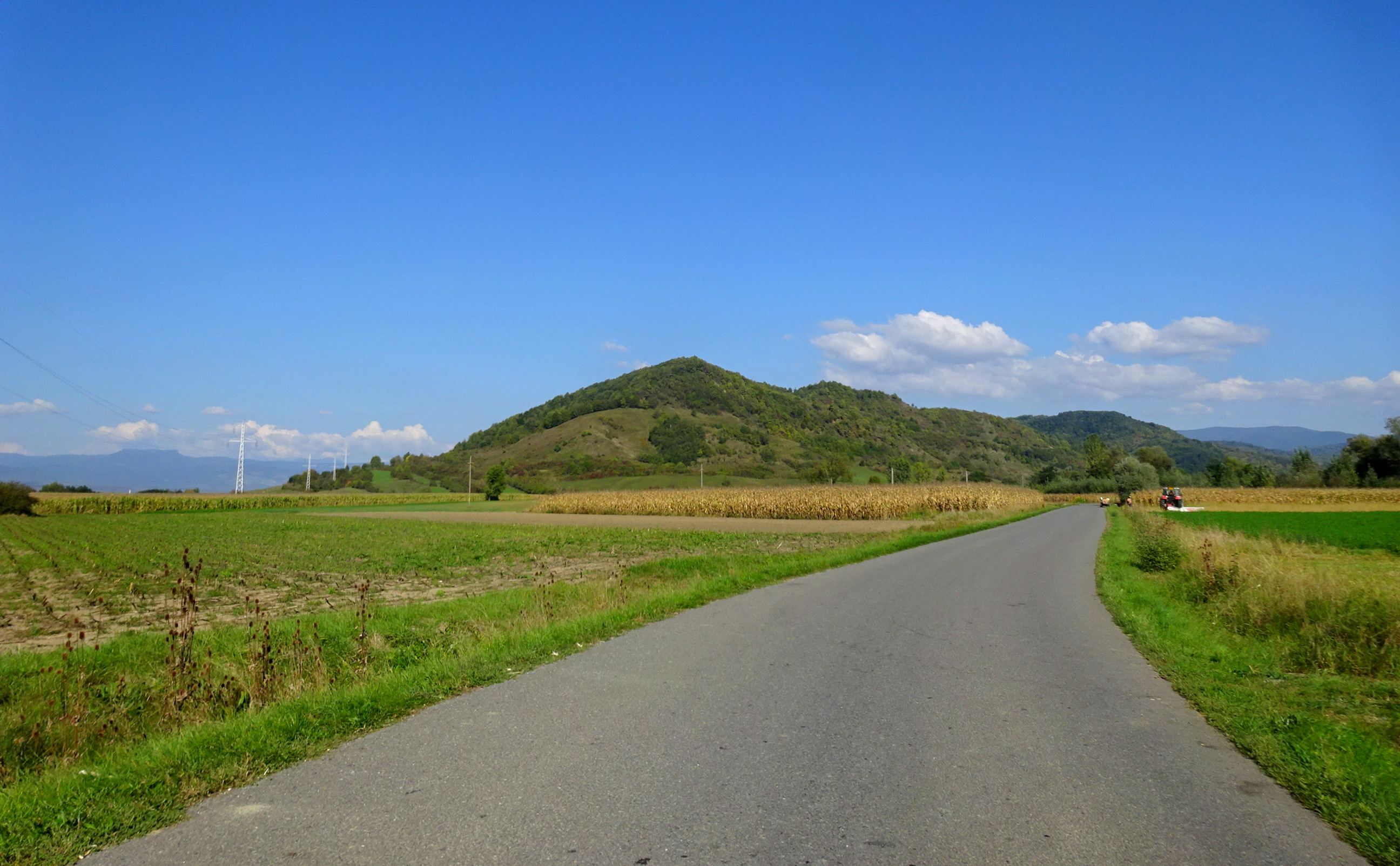
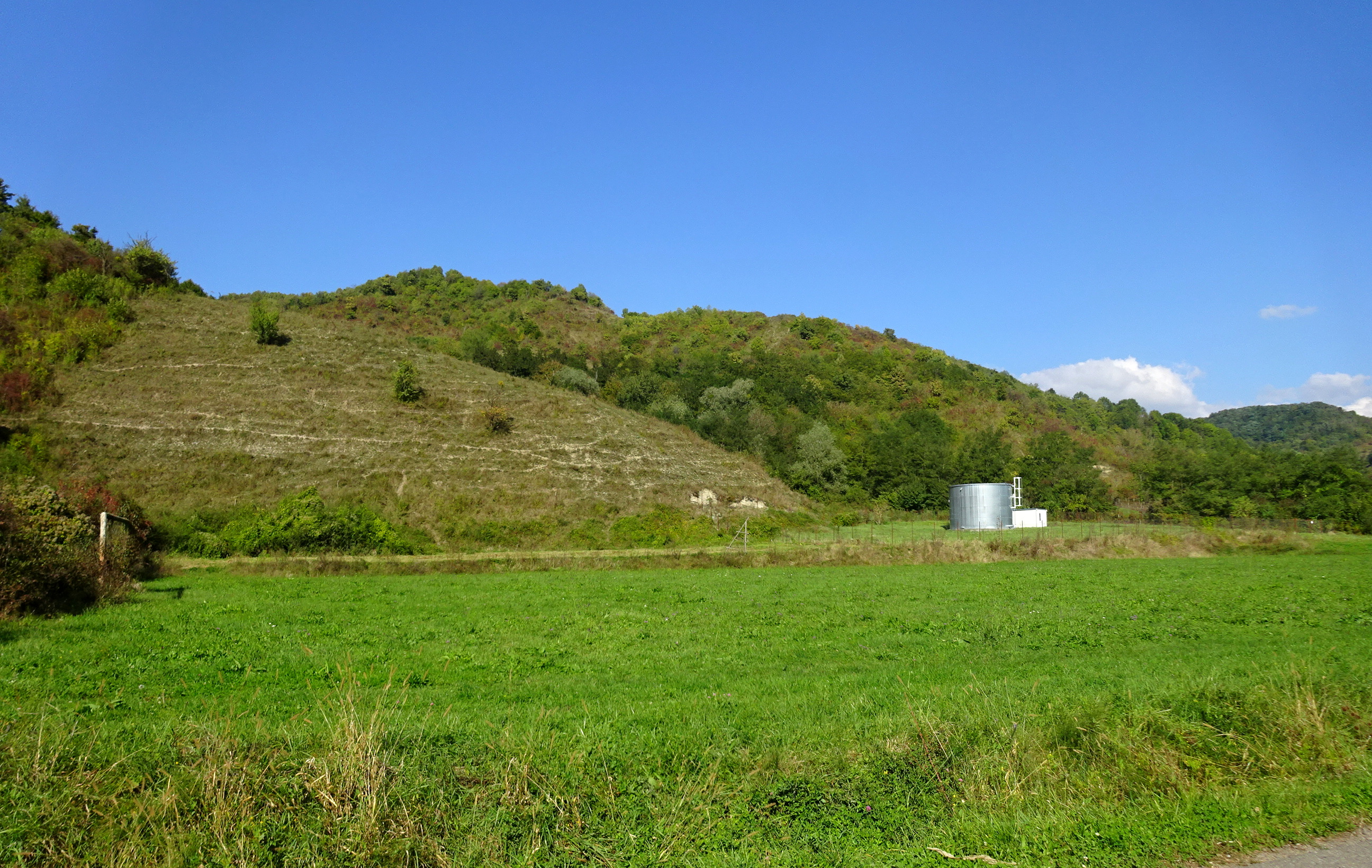
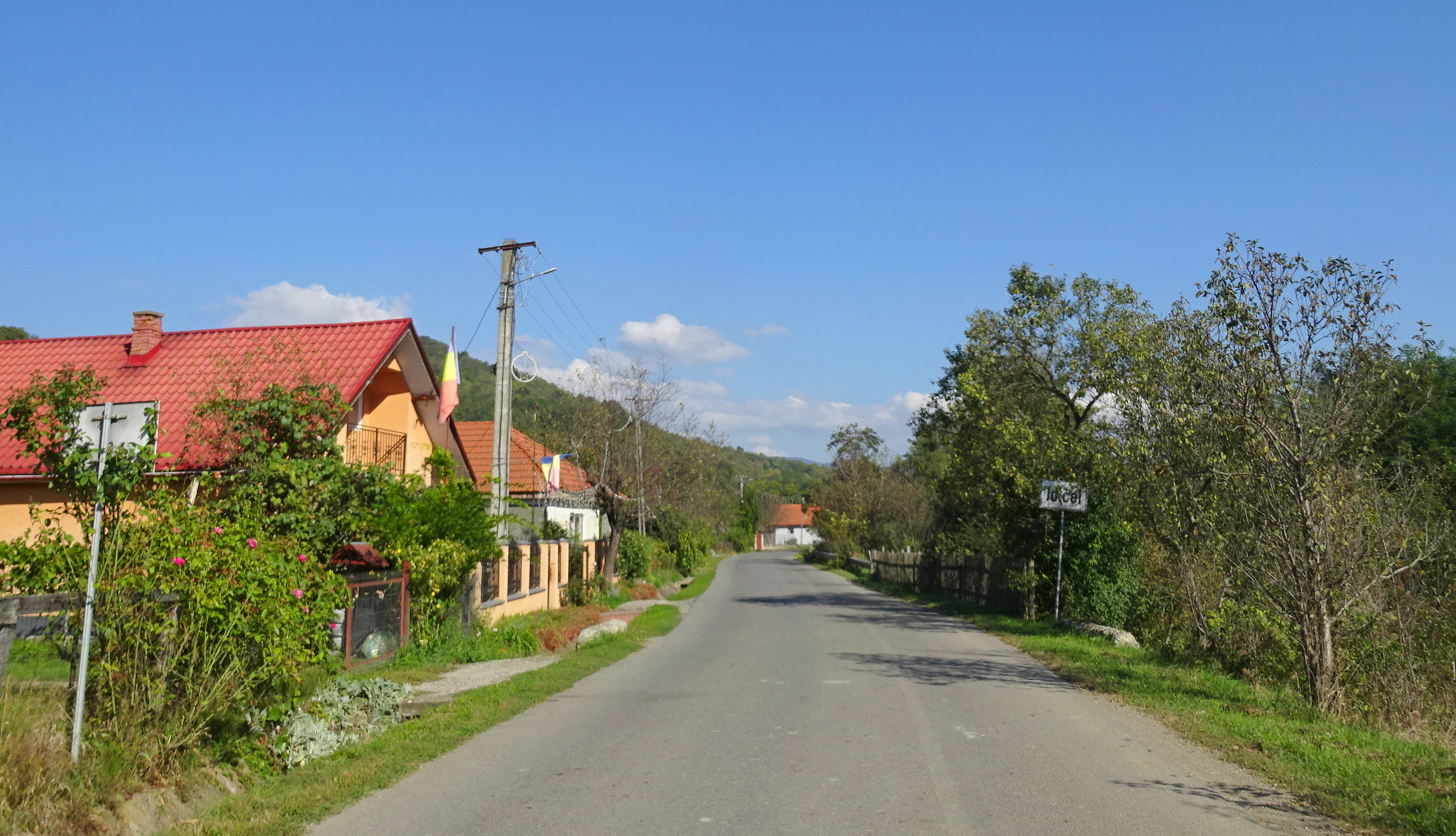
Intrarea în localitate
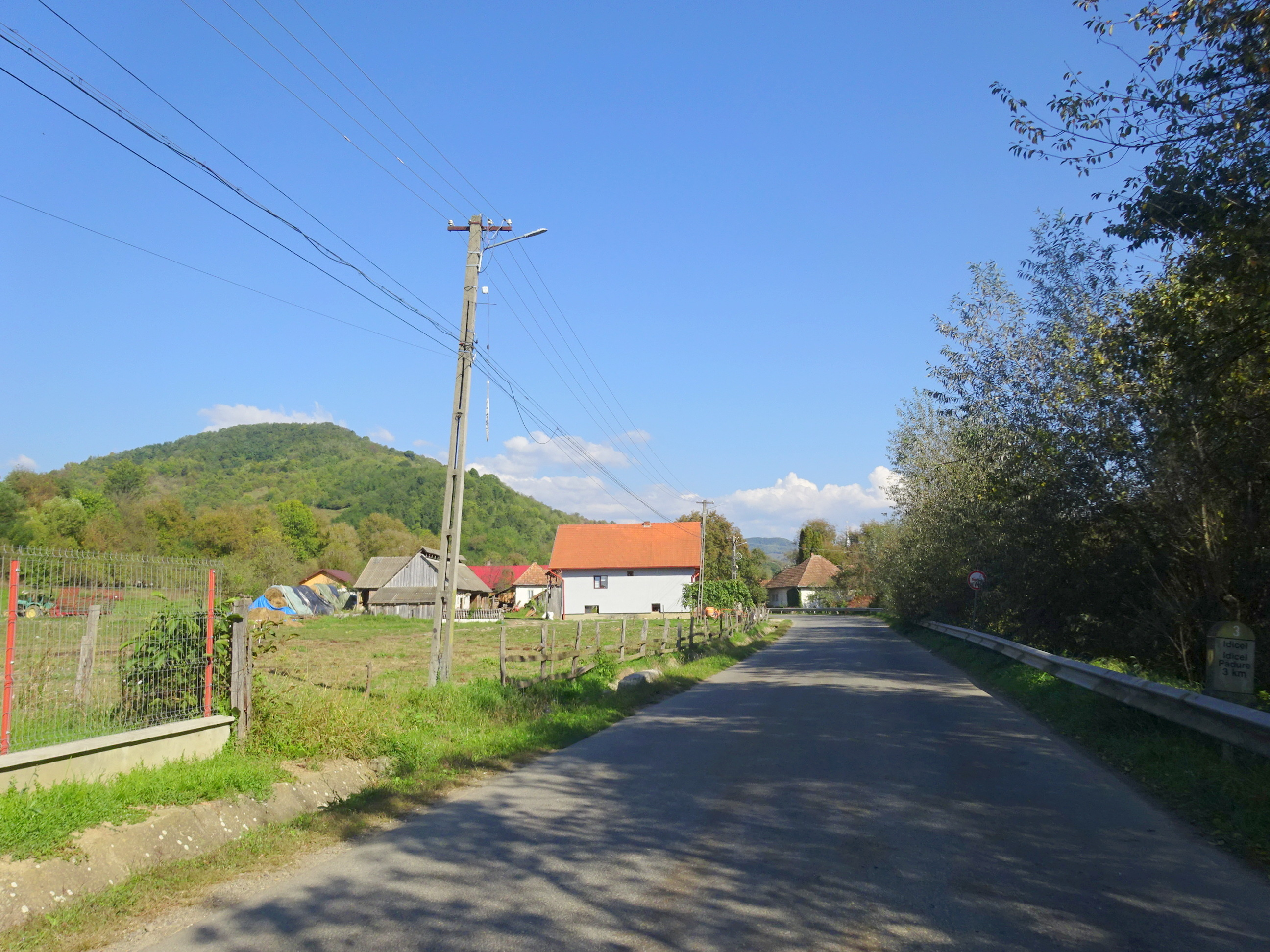
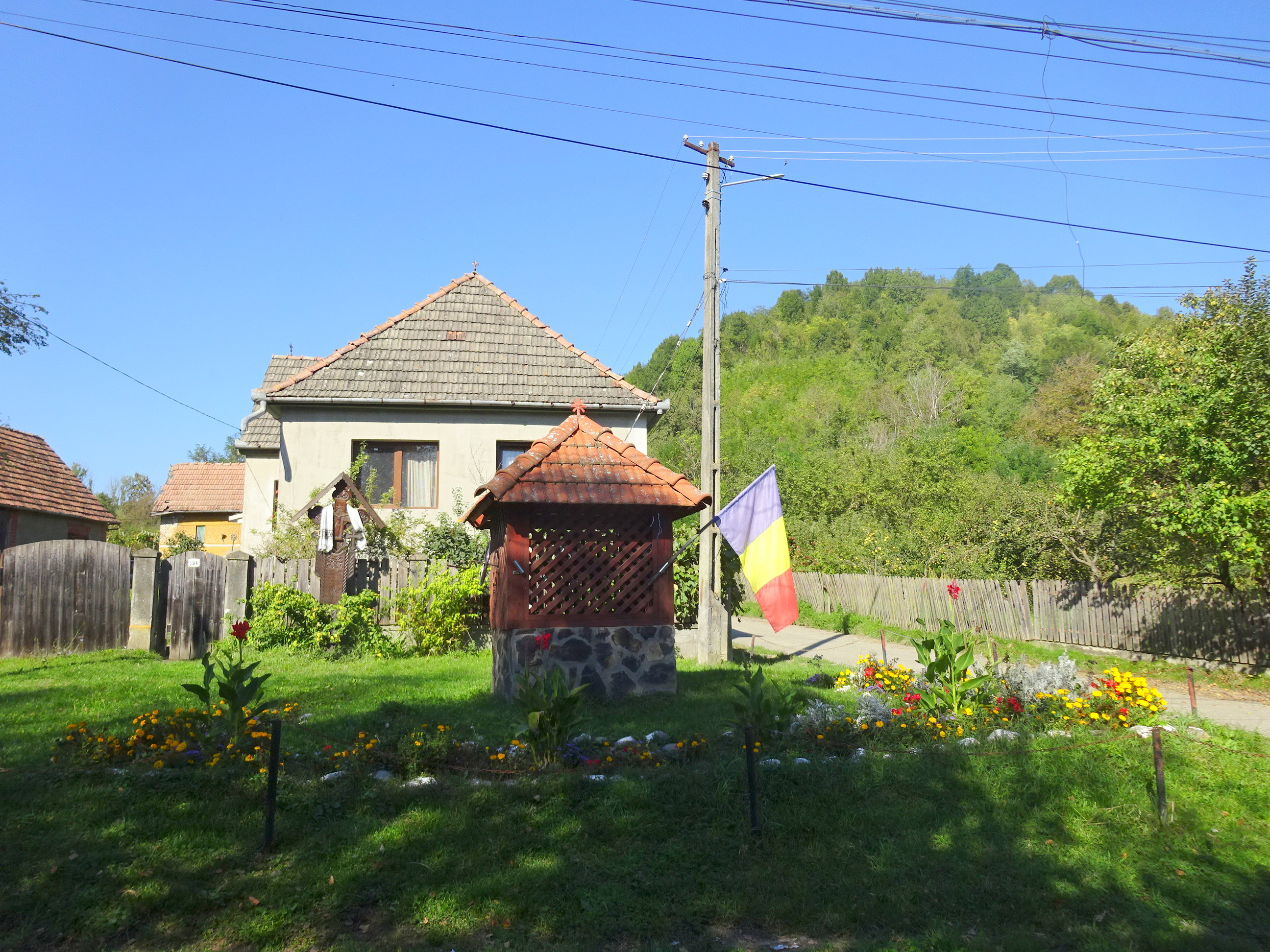
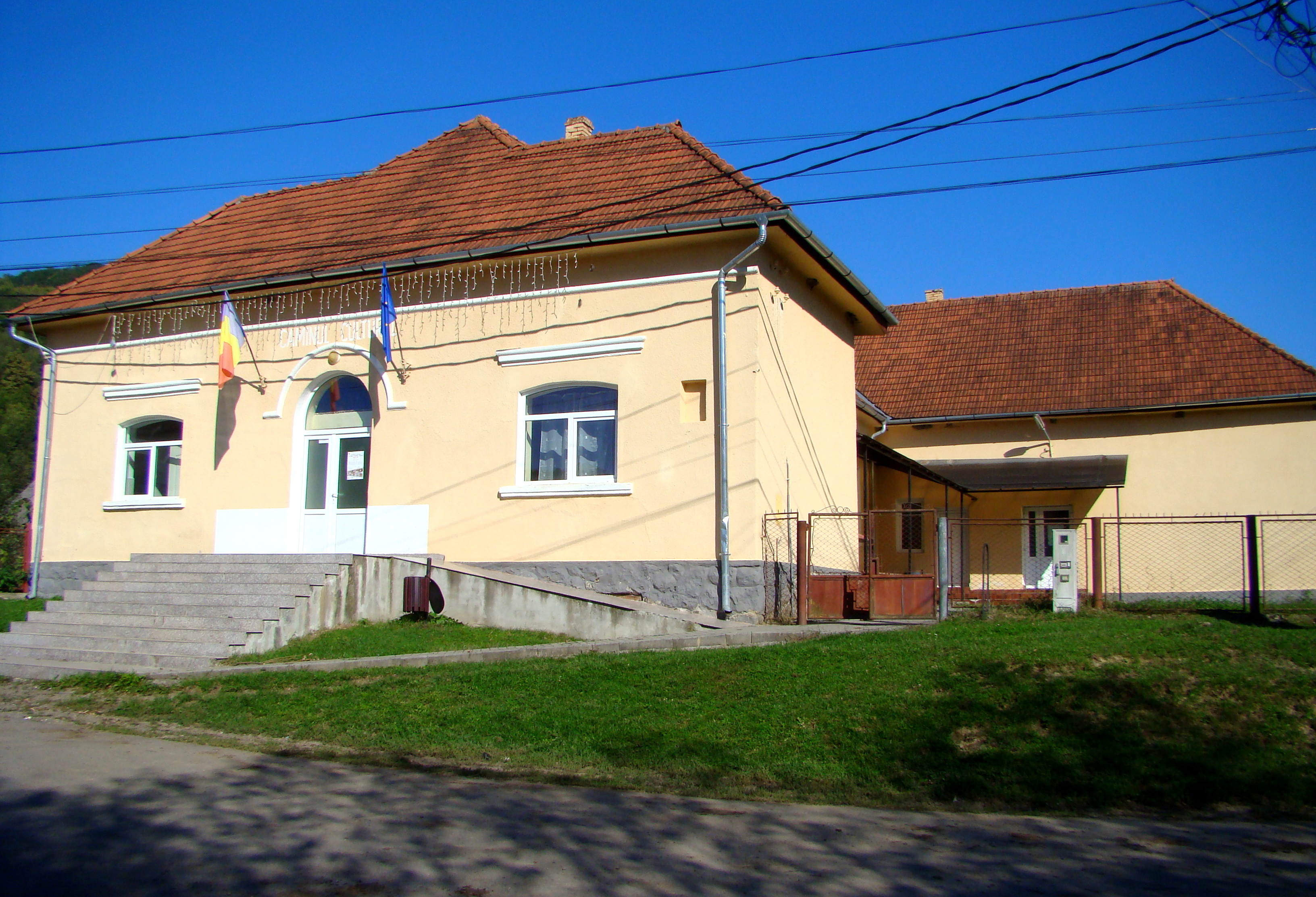
Căminul cultural
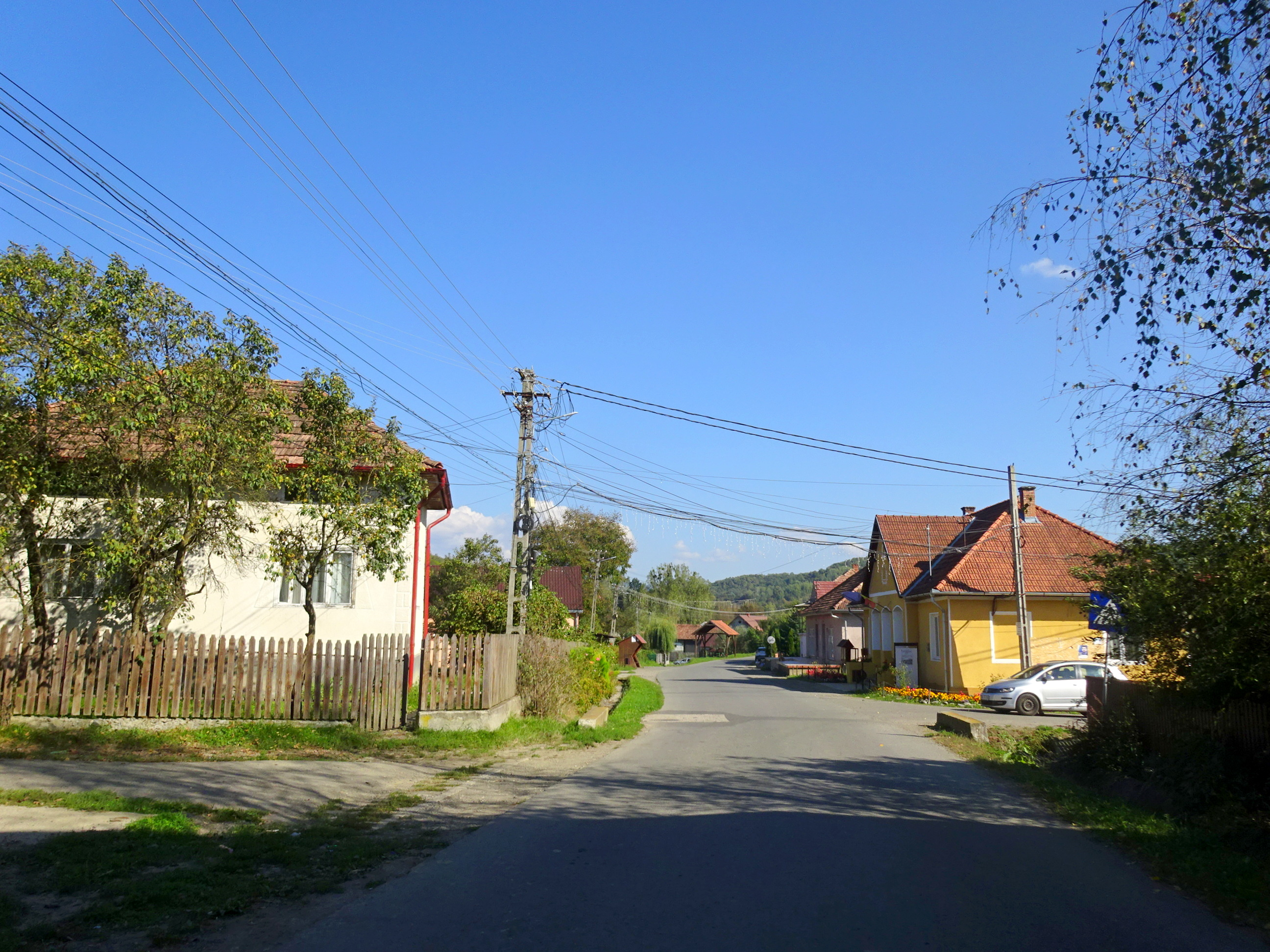
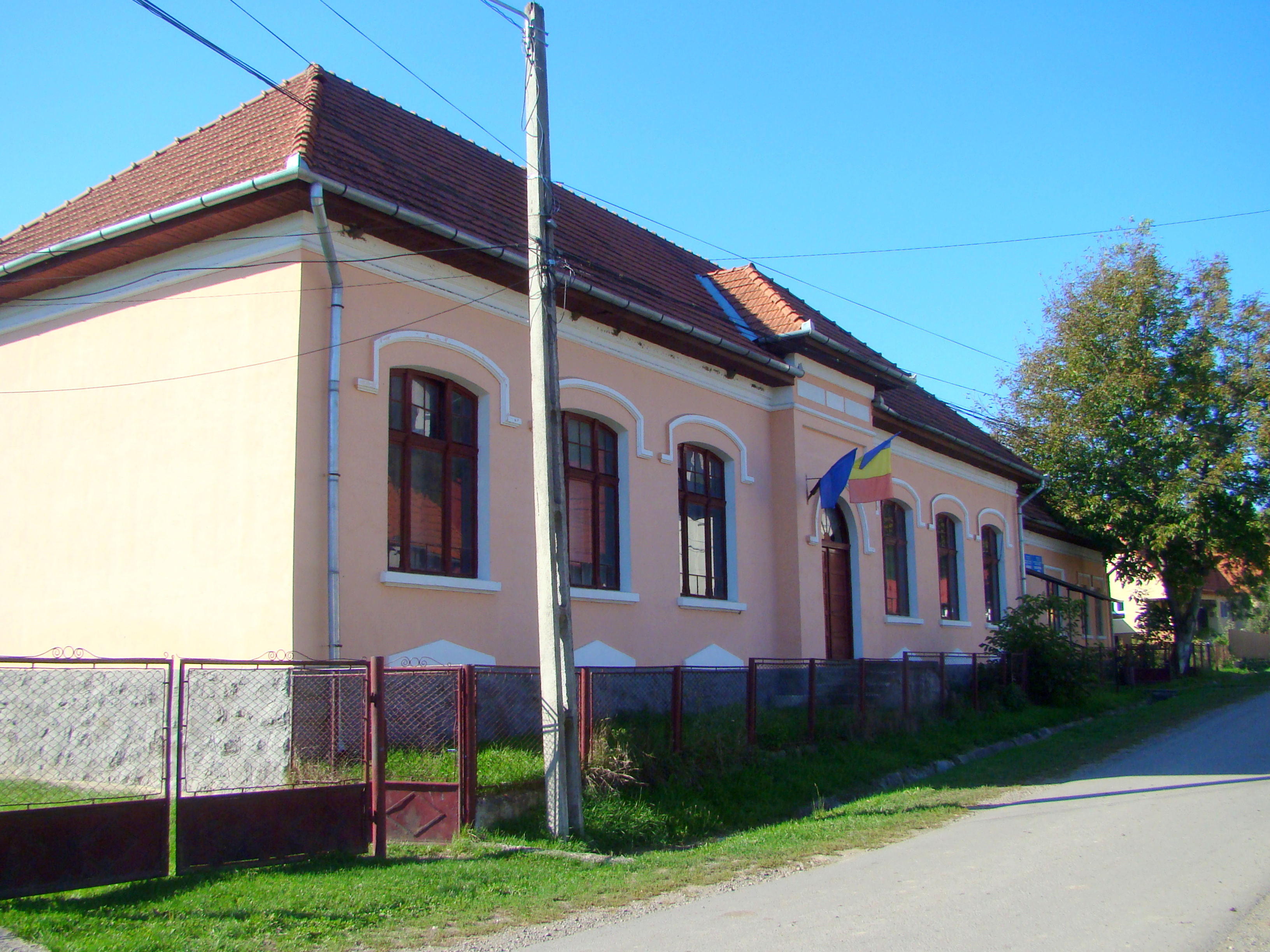
Școala
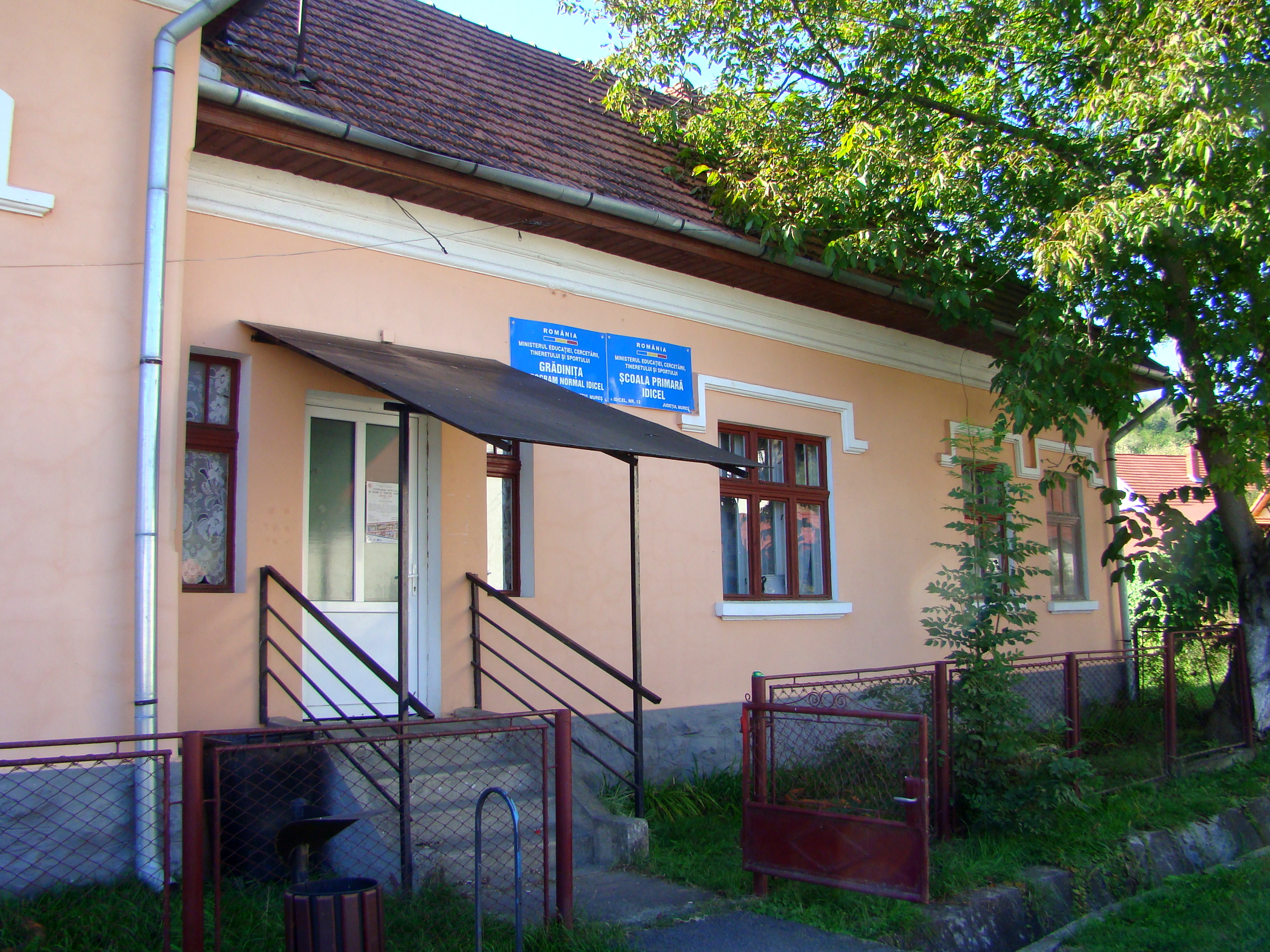
Grădinița
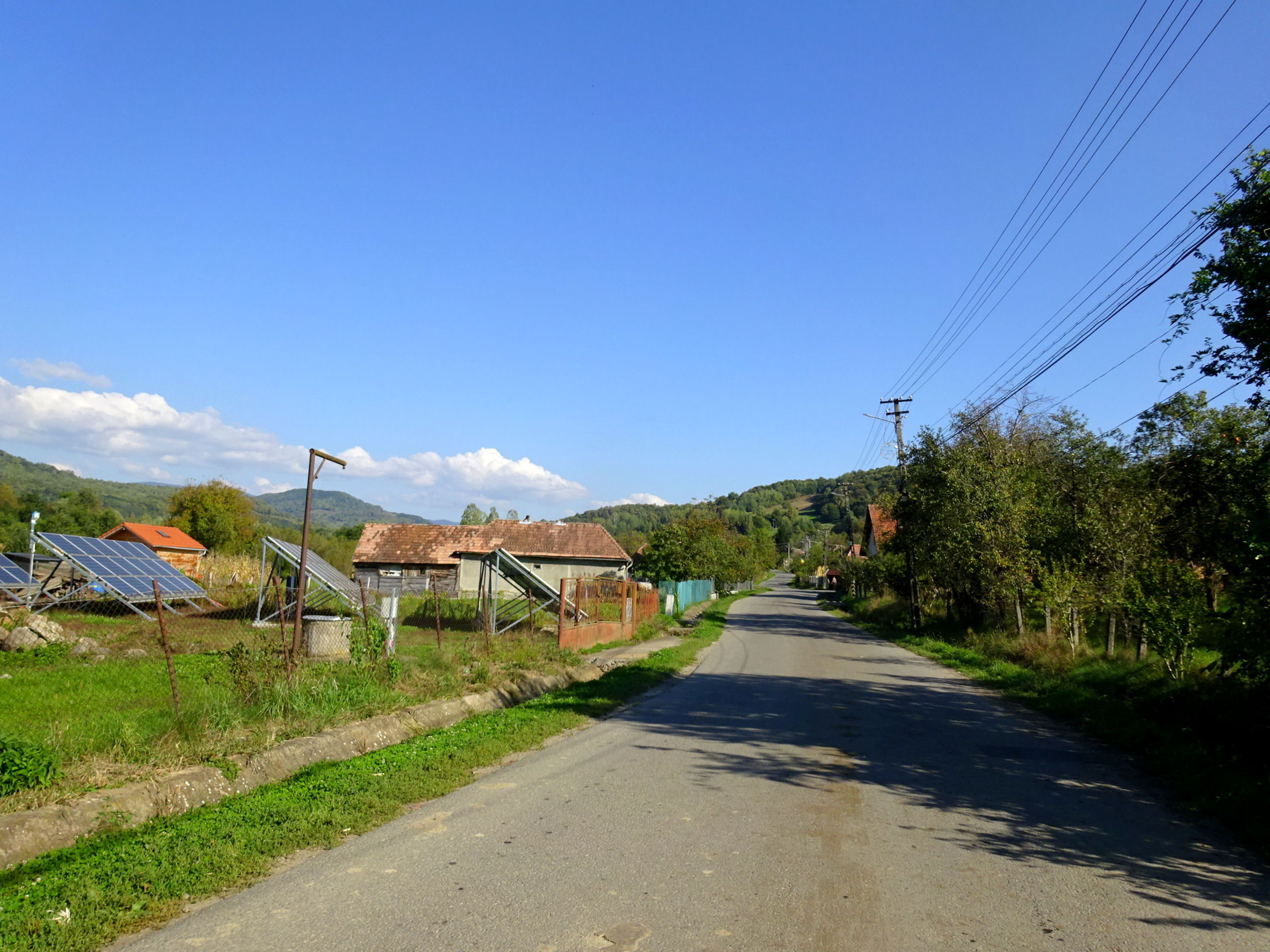
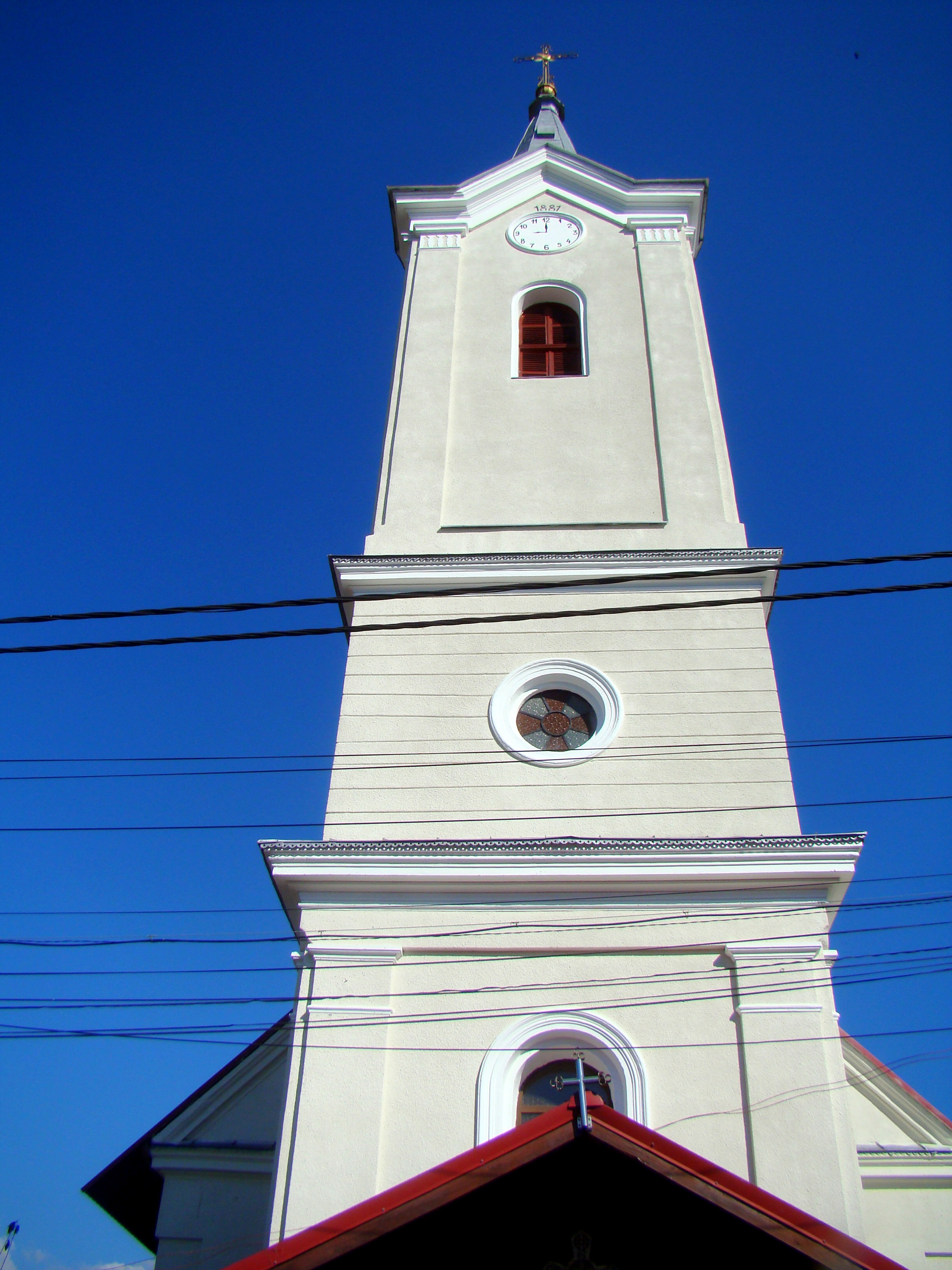
Turnul bisericii adăugat după construirea ei
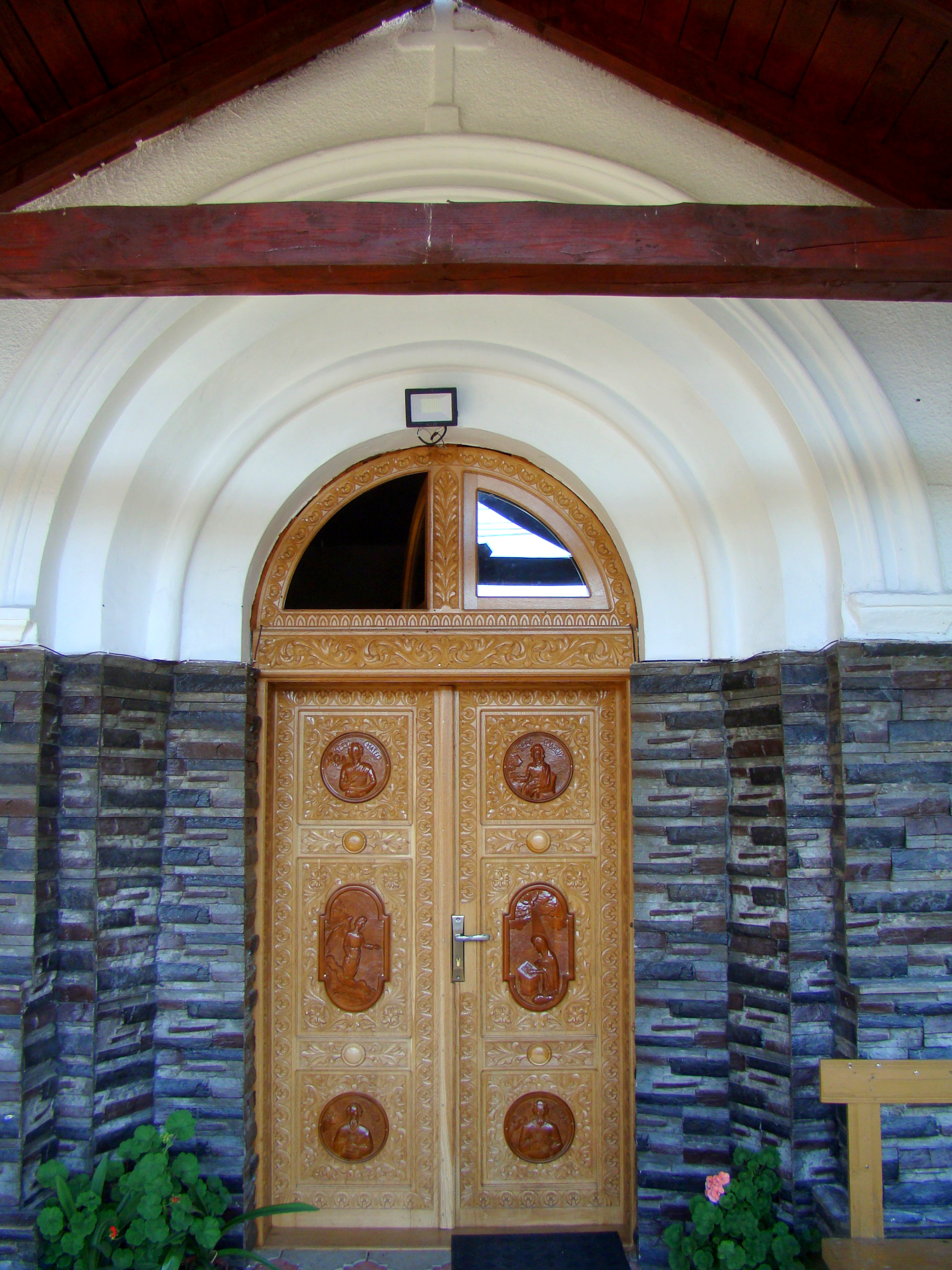
Portalul intrării cu trei retrageri succesive
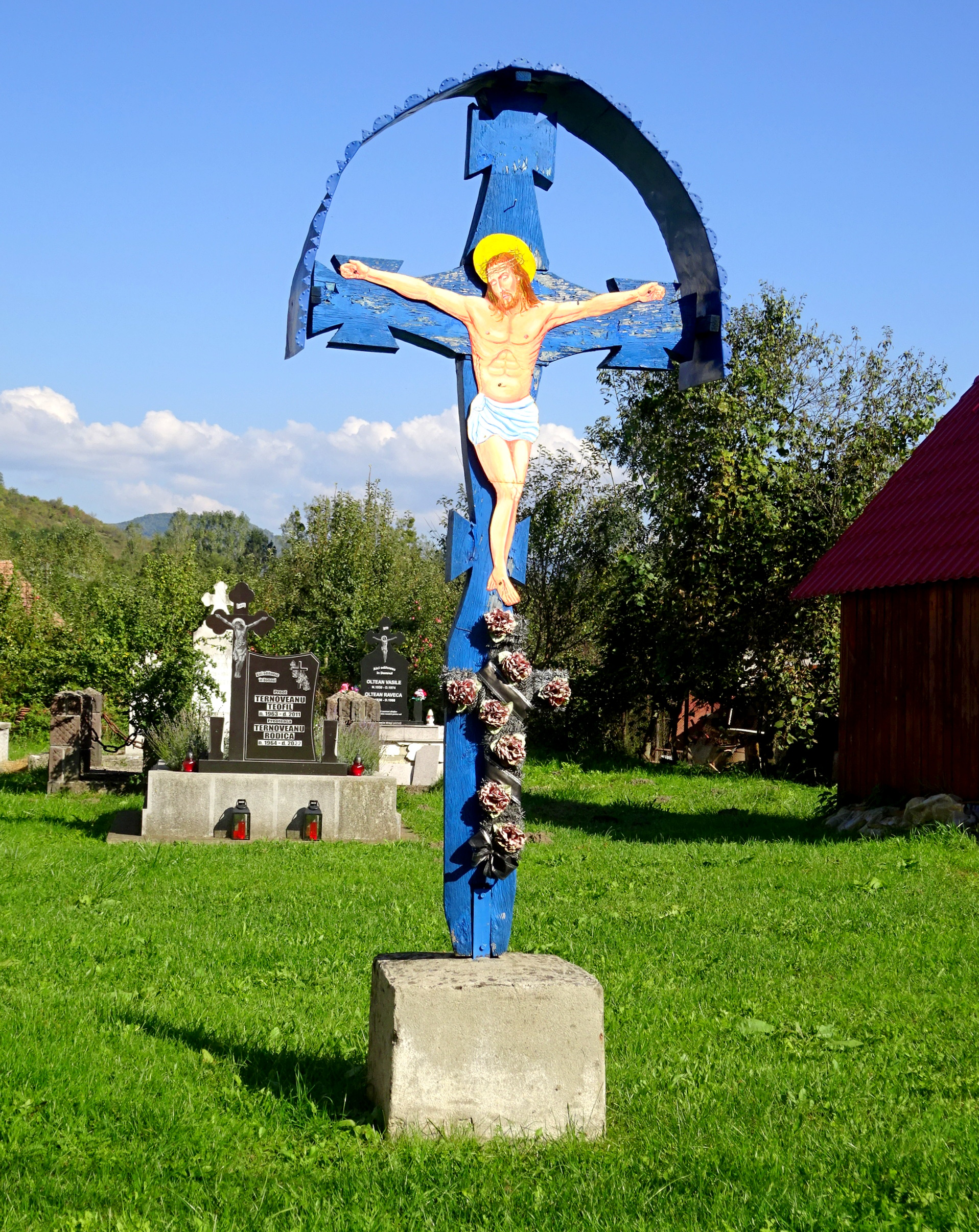
Troița
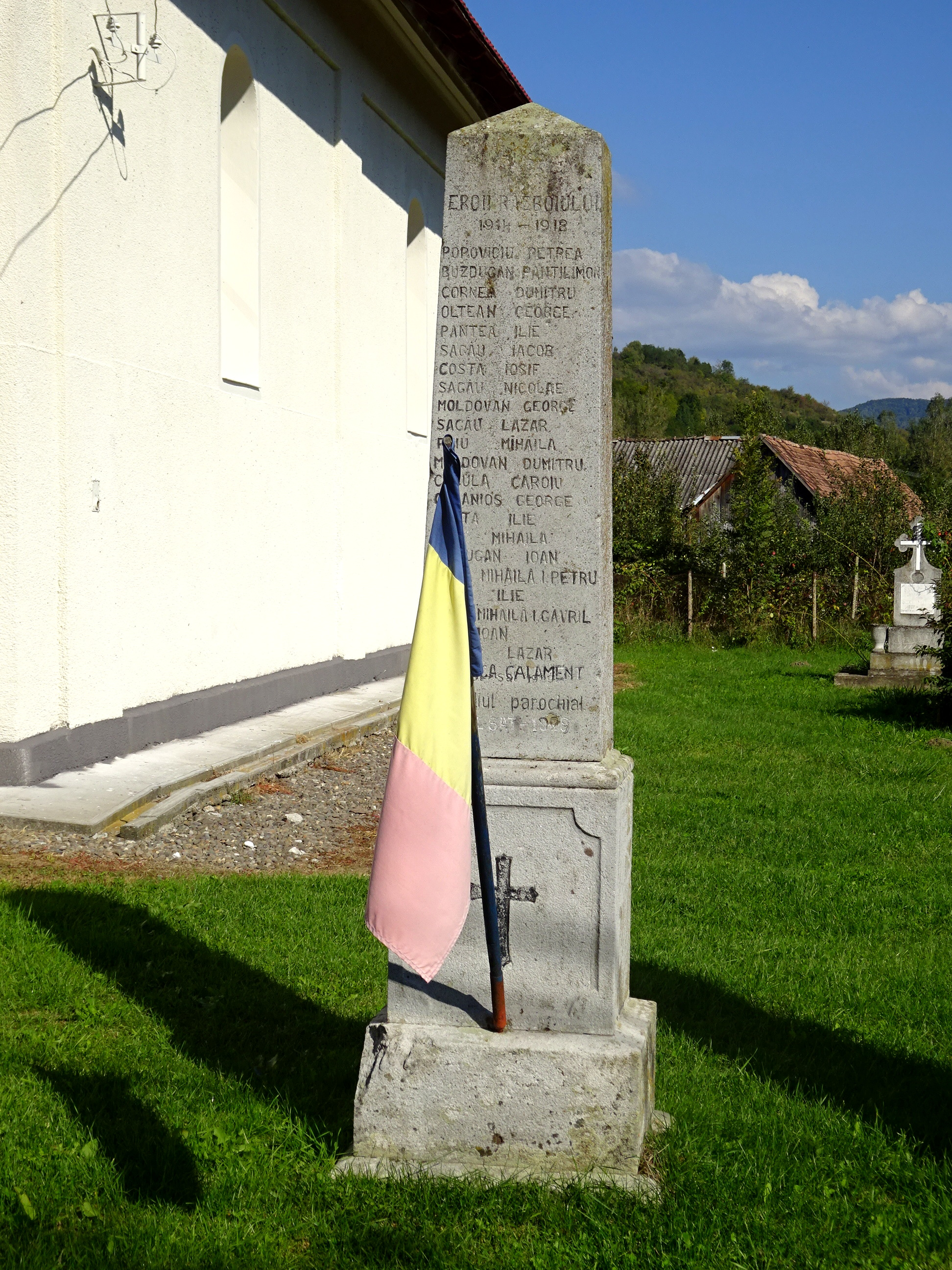
Monumentul eroilor din Primul Război Mondial
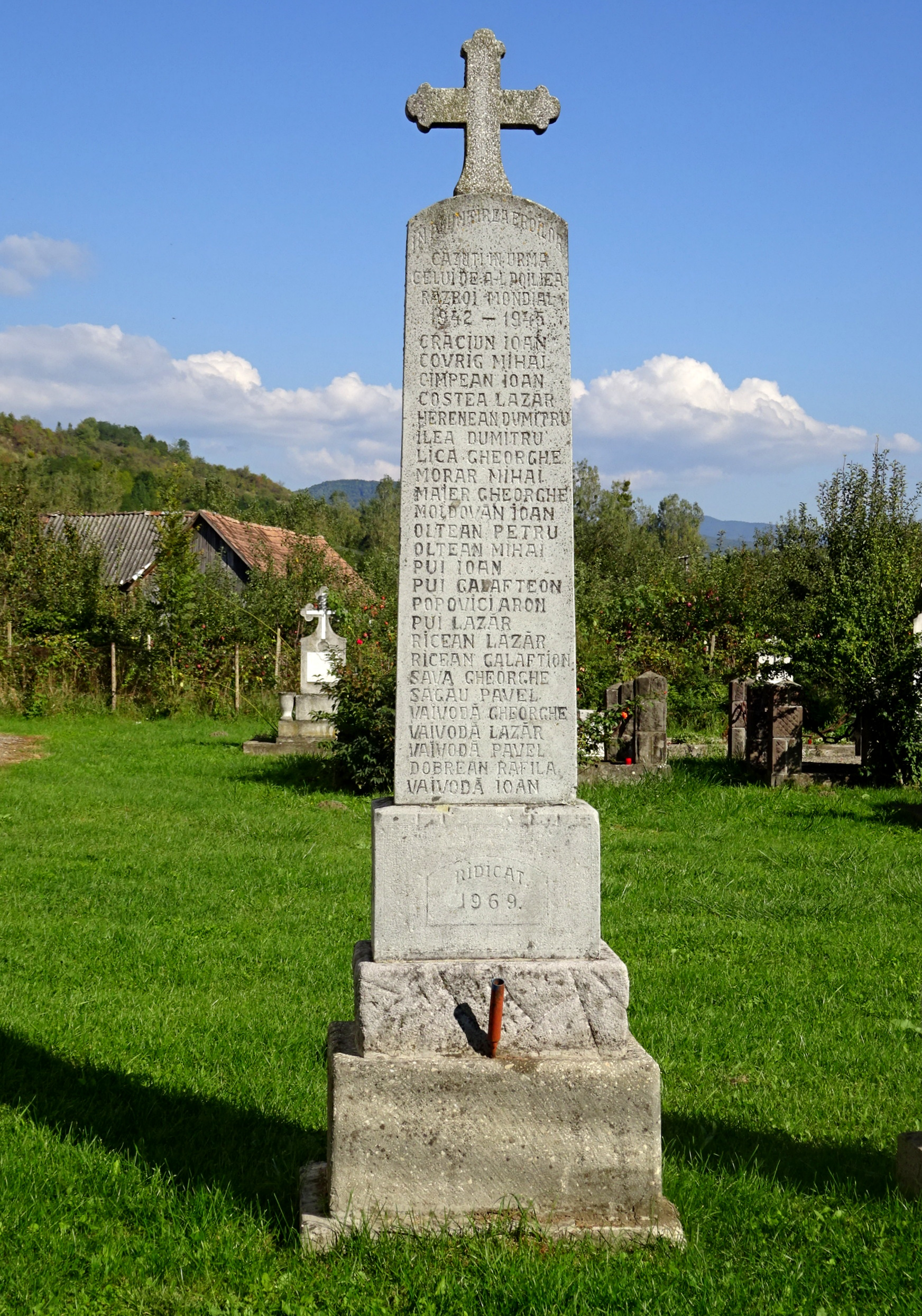
Monumentul eroilor din Al Doilea Război Mondial
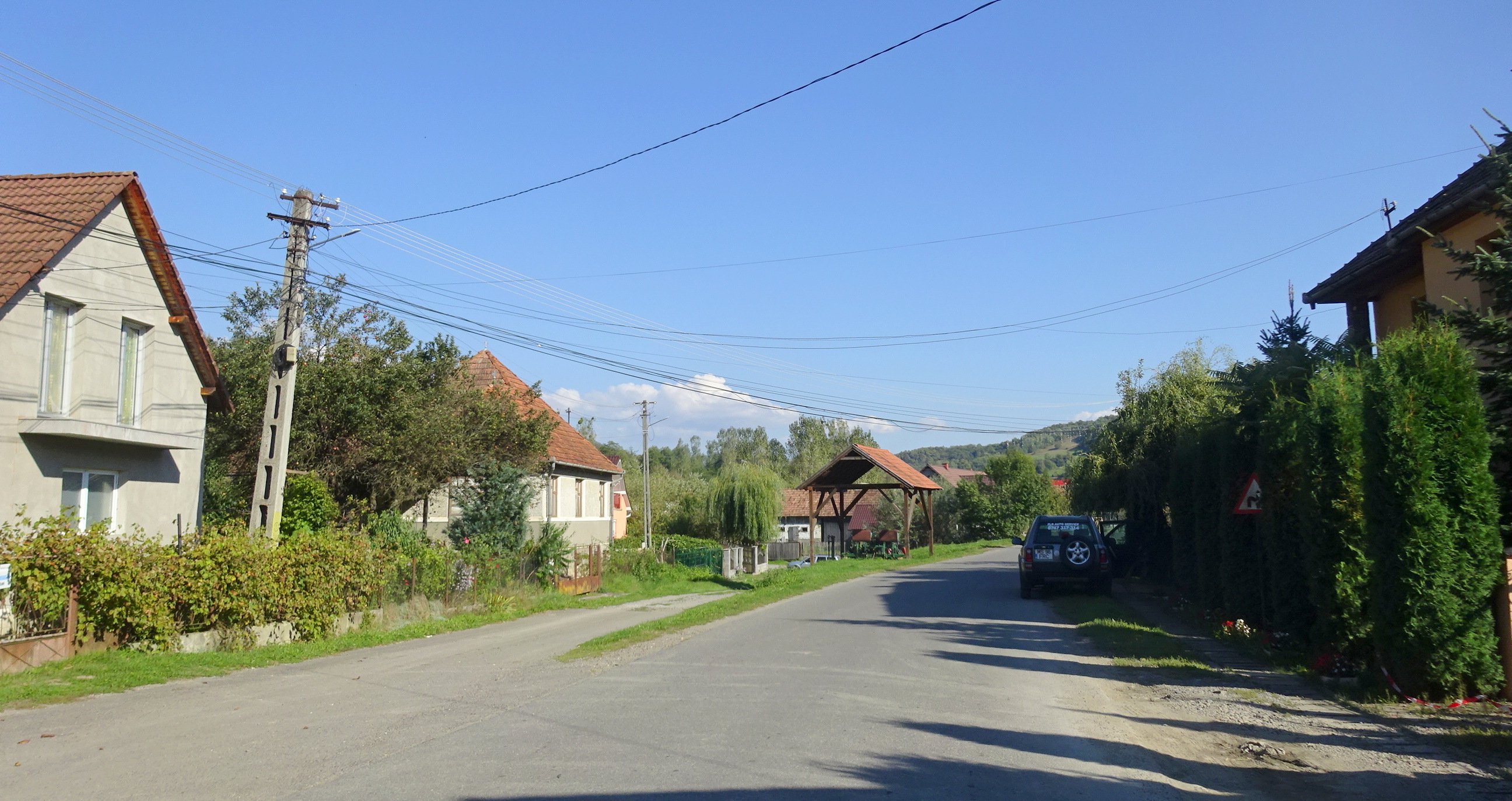
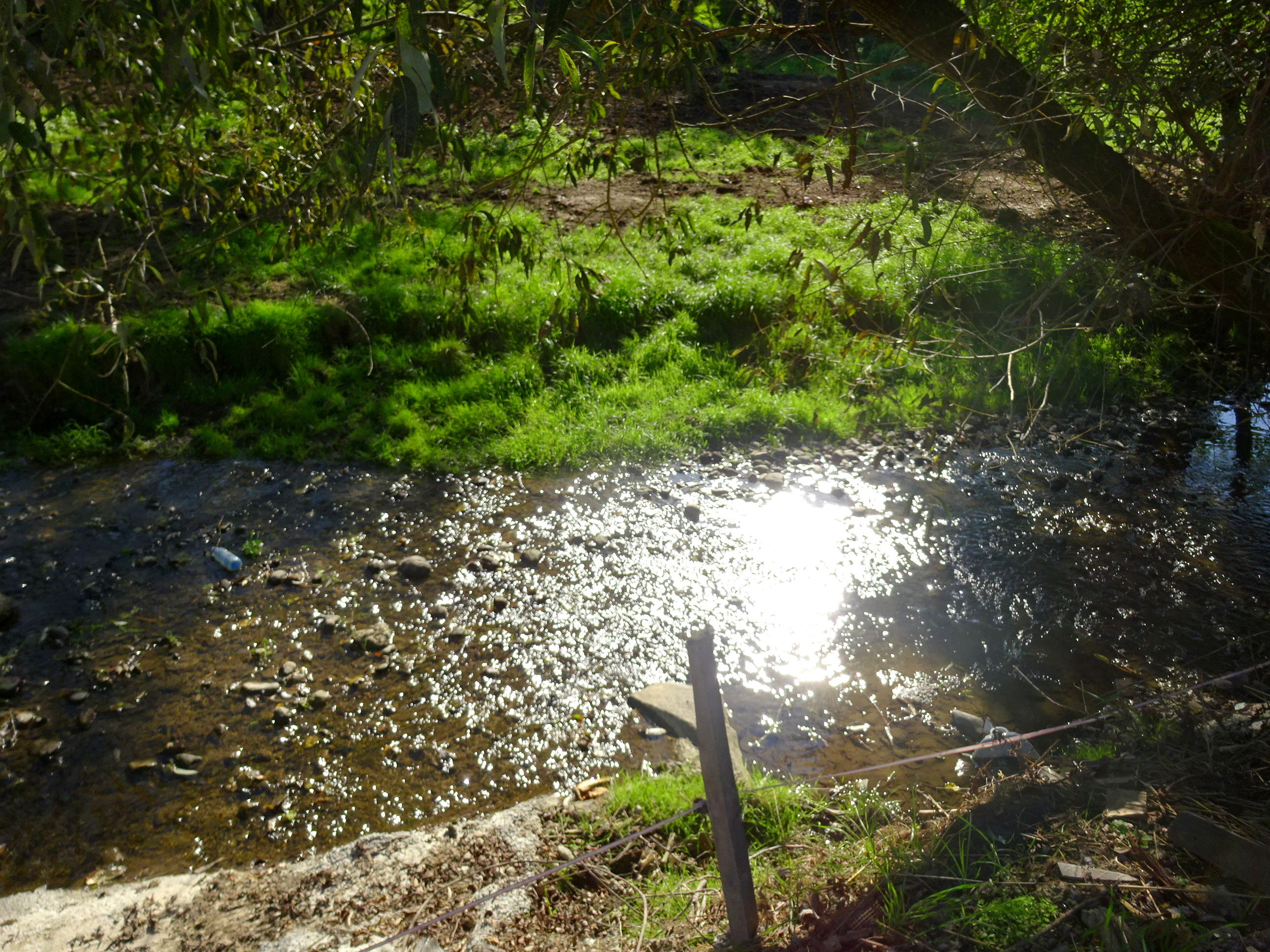
Râul Idicel
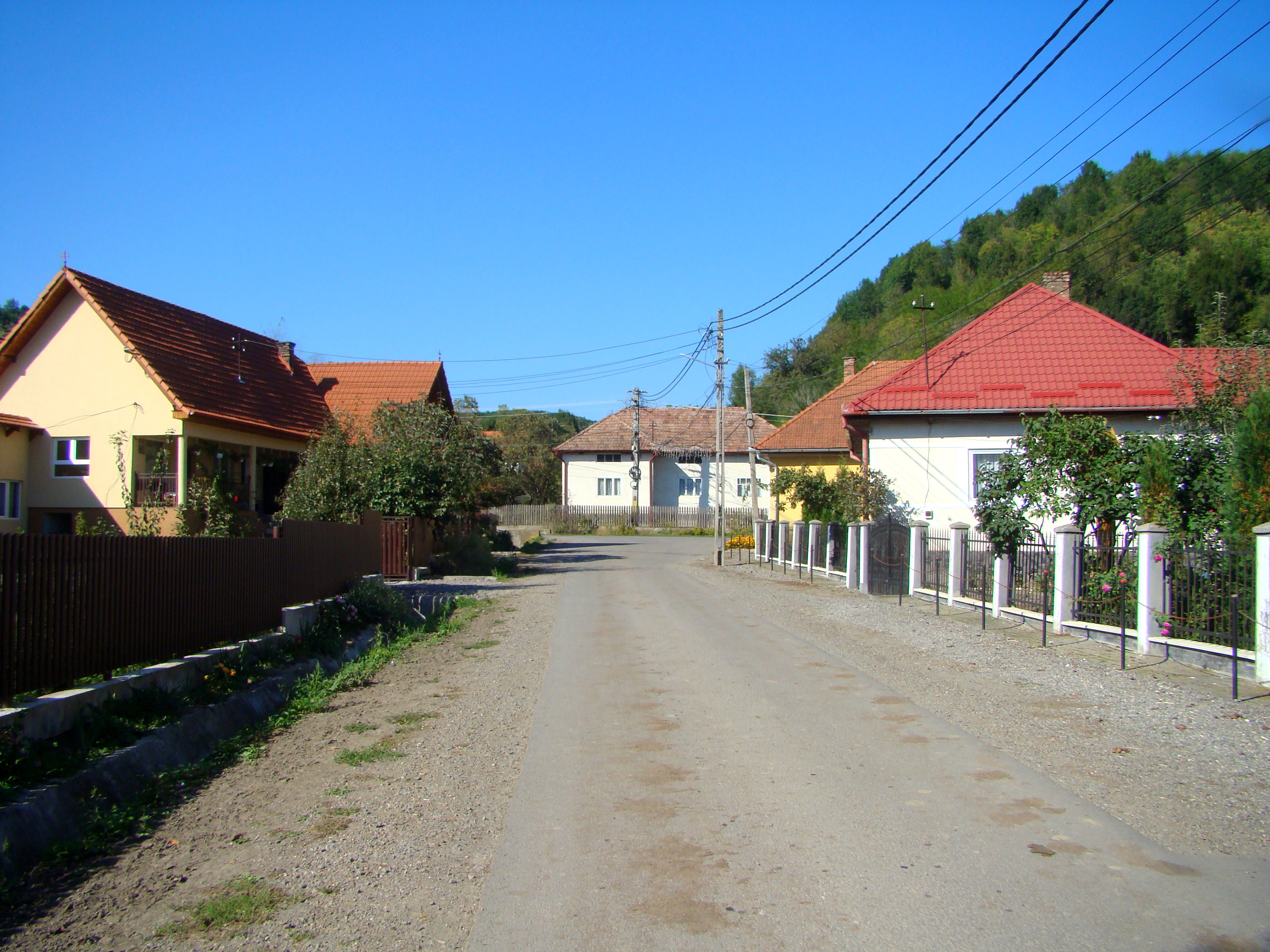